# Argonnensigillata
Als Argonnensigillata, Argonnenware oder Rädchensigillata bezeichnet man die von der zweiten Hälfte des 3. Jahrhunderts bis etwa zum Ende des 5. Jahrhunderts in Werkstätten in den Argonnen produzierte Terra Sigillata. Ihren Exporthöhepunkt erlebte die Argonnensigillata in der ersten Hälfte des 4. Jahrhunderts. Die Argonnensigillata löst die vorher übliche reliefverzierte Modelware ab – die übliche Verzierungstechnik ist nun der sogenannte Rollrädchendekor. Der überwiegende Teil der Terra sigillata ist aber immer noch unverziert.
Die Leitform dieser Zeit ist die Schüssel Chenet 320/Alzey 1, die die Form Drag. 37 verdrängt – unter den mit dem Rollrädchen verzierten Fragmenten macht sie einen Anteil von etwa 95 % aus.

## Topographie

Das Wappen von Avocourt zeigt zwei Exemplare von Terra sigillata über einem Brunnen.

Die Argonnen sind ein bewaldetes Berggebiet im Nordosten Frankreichs. Sie liegen zwischen den Flüssen Maas (franz. Meuse) und Aisne, nordöstlich von Paris. In der Nähe befinden sich die Städte Reims und Verdun.
In der Antike lagen die Argonnen in der Provinz Gallia Belgica. Sie waren an mehrere große Verkehrswege angeschlossen: über die Nord-Süd-Straße, die die Argonnen durchzieht, u. a. an die Römerstraße von Reims über Verdun nach Metz und die Verbindung von Reims über Chesne, Mouzon, Carignan und Arlon nach Trier. Für Töpfereien bieten die Argonnen ideale Bedingungen. Es gibt ein natürliches Sandsteinvorkommen, das ein feuerfestes Baumaterial für die Brennöfen liefert. Die ausgedehnten Wälder bieten Brennholz, zudem gibt es viele Quellen. In den Argonnen kommt ein grüner oder grau-bläulicher Ton vor. Sie liegen nah genug am Absatzgebiet, jedoch weit genug entfernt von der Rheingrenze, die Ende des 3. und Anfang des 4. Jahrhunderts immer wieder von plündernden Germanen heimgesucht wurde. Durch die Nähe zu den Straßen und den Flüssen Aisne und Maas ist der Export auch in entferntere Gebiete möglich.

## Forschungsgeschichte
1919 wurde die rädchenverzierte Argonnensigillata zuerst von Wilhelm Unverzagt zusammenfassend publiziert. Sein Material stammte hauptsächlich aus Zufallsfunden, die während des Ersten Weltkriegs in den Argonnen gemacht wurden. Er konnte jedoch bereits etwa 220 verschiedene Rollstempel differenzieren. 1941 fügte Georges Chenet dieser Sammlung etwa 130 neu entdeckte Stempel hinzu. Außerdem publizierte er sämtliche bis dahin aus den Argonnen bekannte Gefäßformen – auch die glatte und die übrige, nicht mit dem Rollrädchen verzierte Terra sigillata. Chenet hatte in den Argonnen Prospektionen durchgeführt und dabei einzelne Abfallgruben und Töpferöfen freigelegt. 1968 machte Wolfgang Hübener den Versuch, die Rollstempeldekore in Gruppen einzuteilen und diese relativ- und absolutchronologisch zu sortieren. Diese Ordnung ist seitdem von Lothar Bakker weiter verfeinert worden, jedoch nur in zahlreichen Einzelaufsätzen zu verschiedenen Fundorten (u. a. Echternach, Worms, Domgrabung Köln) publiziert. Ein „Corpus der spätrömischen Argonnensigillata“, in dem alle bekannten Rollstempel mit ihrer möglichen Datierung und die Gefäßformen vorgelegt werden sollen, ist in Vorbereitung. Zu beachten ist, dass in den Argonnen bisher nur einzelne Öfen freigelegt wurden – eine großflächige Ausgrabung der Töpfereibetriebe fand nicht statt.

## Produktionszeitraum
Die Argonnentöpfereien beginnen ihre Produktion bereits in der 2. Hälfte des 1. Jahrhunderts. In der Anfangszeit wird sog. „belgische Ware“ produziert, die z. T. Rollrädchendekor trägt. Ab etwa 125 wird dort Terra sigillata hergestellt, u. a. auch reliefverzierte Gefäße. Die Produktion läuft bis zum Anfang des 3. Jahrhunderts, da der Export ab dem Ende des 2. Jahrhunderts merklich durch die Konkurrenz der Betriebe in Rheinzabern und Trier geschwächt wird, die näher am Absatzgebiet liegen. Durch den Verlust des Limesgebietes 260 verlieren die beiden Konkurrenzbetriebe jedoch ihre entscheidenden Exportgebiete und liegen zu nah an der unsicheren Rheingrenze. Ab der 2. Hälfte des 3. Jahrhunderts erleben die günstig gelegenen Argonnentöpfereien daher einen erneuten Aufschwung und übernehmen die vorherrschende Stellung auf dem Markt. An den alten Produktionsstätten werden neue Betriebe errichtet. Begünstigt wird diese Entwicklung durch die Friedenszeit unter Probus (276–282) und die Konsolidierung des Reiches zur Zeit der Tetrarchie Diokletians. Ihren Export-Höhepunkt erleben die Argonnentöpfereien unter Konstantin und seinen Söhnen in der 1. Hälfte des 4. Jahrhunderts. Während Chenet nicht davon ausgeht, dass die Betriebe die Unruhen 406/7 überstanden haben, vermutet Unverzagt, dass bis etwa zur Mitte des 5. Jh. weiter produziert wurde – danach sei das Terra-sigillata-Geschirr durch die Germanisierung aus der Mode gekommen. Bakker bezeichnet die spätantike Terra sigillata aus den Argonnen als „Leitfossil spätrömischer Fundplätze des 4. bis 6. Jahrhunderts n. Chr.“, da sie auch an Fundplätzen des 6. Jh., v. a. in Gräbern, noch auftaucht. Hier kann jedoch davon ausgegangen werden, dass es sich um Altstücke handelt, die deutlich früher produziert, aber von den Besitzern lange Zeit weiter benutzt wurden.
Die Unterschiede zwischen der Produktion des 2. und 3. Jahrhunderts und der des 4. Jahrhunderts sind so bemerkenswert, dass Chenet sie in eine „Première Période“ und eine „Seconde Période“ gliedert. Seiner Meinung nach hat zwischen beiden Perioden die Produktion eine Weile stillgestanden, wurde jedoch später an den gleichen Orten wieder aufgenommen. Die Unterschiede bestehen natürlich v. a. in den unterschiedlichen produzierten Gefäßformen, aber auch in Farbe und Glanz der Engobe. War sie zuvor eher korallenrot, wandelt sie sich nun zu einem teilweise blassen Rot-Orange bis Braun. Auch die Dekoration der Gefäße ändert sich. Im 2. und 3. Jahrhundert war das Relief die vorherrschende Verzierungstechnik. Im 4. Jahrhundert hingegen erinnert man sich der Verzierung der sog. „belgischen Ware“ und dekoriert die Terra sigillata häufig mit dem Rollrädchen. Techniken wie Barbotine oder Kerbschnitt werden in beiden Perioden genutzt. Gleichzeitig mit der Ablösung der Reliefware verschwinden auch die Töpferstempel von der Terra sigillata. Anscheinend sah man keine Notwendigkeit mehr, den Hersteller zu kennzeichnen. Warum die Töpfer bzw. die Betriebe ihre Ware nicht mehr kennzeichneten, ist unklar.

## Produktionsorte
Die Produktion in den Argonnen verteilte sich auf zahlreiche einzelne Töpfereien, die zueinander einen Abstand von 2 bis 18 km haben. Die Produktionsstätten können demnach „einerseits durch die relativ große Entfernung als deutlich voneinander getrennt angesehen werden (…), aber andererseits wegen der Zuordnung zu einem einzigen Flußsystem (der Aire und ihrem Nebenfluß, der Buante) durchaus als enger zusammengehörig gedacht werden (…)“.
Da in den Argonnen noch nicht großflächig ausgegraben wurde, sondern sich die Erkenntnisse bisher auf Zufallsfunde, Prospektionen und kleinere Ausgrabungen einzelner Öfen stützen, kann davon ausgegangen werden, dass noch nicht alle Töpferöfen bekannt sind. Vor allem in den Waldgebieten könnten sich noch Werkstätten auf ehemals gerodeten Flächen befunden haben. Bekannt sind bisher die Produktionsstätten in Lavoye, Aubréville, Avocourt, Pont-des-quatre-enfants, Les Allieux-Vauquois, Vauquois, La Verdunaise und Châtel-Chéhéry.
Das Töpfereigelände in Lavoye erstreckt sich über eine Fläche von mehr als 35 ha. Es wurden Töpferöfen aus dem 1. bis 4. Jahrhundert entdeckt. Aus der Spätantike stammen die beiden Öfen E und Z. Ofen E wurde an einer Stelle errichtet, an der auch im 2. und 3. Jh. schon Öfen standen. In der Umgebung fanden sich zahlreiche Scherben aus dem 2. bis 4. Jahrhundert. Von Ofen Z war nur noch die Basis erhalten. In der Nähe entdeckte man Scherben aus dem 4. Jahrhundert. Bemerkenswert ist der Fund der sog. „Sépulture A“, die aufgrund von Münzfunden nach 360 datiert wird. Im Grab befanden sich zahlreiche Metall- und Glasgegenstände sowie Argonnensigillata aus dem 4. Jhd., jedoch keine menschlichen Knochen. Chenet deutet die „Sépulture A“ daher als „un lieu à offrandes, peut-être en rapport tout de même avec quelque cérémonie funéraire“. „Le puits du champ 790“ enthält Fragmente von Argonnensigillata, aber auch komplette Gefäße, die zu einem großen Teil aus Fehlbränden stammen. Die Verfüllung datiert durch Münzen auf die Zeit nach 375. Auffällig ist, dass in Gefäßform und Dekor kaum Gemeinsamkeiten zu den Funden in „Sépulture A“ bestehen, was bedeutet, dass hier zwei verschiedene Produktionsabschnitte oder Betriebe nachweisbar sind.
In Aubréville fanden sich Brennhilfen und Scherben mit Rädchenverzierung aus dem 4. Jahrhundert (alle von Schüssel Chenet 320), jedoch noch kein Brennofen.
Avocourt produzierte Keramik vom 1. bis ins 4. Jahrhundert. Entdeckt wurden die Öfen A und B bei Pré des Blanches und der Ofen C in einer Entfernung von etwa 100 m. In der Nähe befanden sich große Mengen an Töpfereiabfall aus dem 4. Jhd. und Scherben vieler Schüsseln des Typs Chenet 320.
Der Töpferei bei Pont-des-quatre-enfants im Bois de Cheppy lässt sich bisher am wenigsten Material eindeutig zuordnen. Entdeckt wurde ein Ofen und große Mengen an Töpfereiabfall. Laut Chenet fällt bei dem Geschirr aus Pont-des-quatre-enfants „une sorte de lourdeur impliquant, avec le manque d‘élégance de galbe, une épaisseur inusitée de la paroi“ auf. Chenet schlägt zur Deutung vor, dass das stabilere Geschirr möglicherweise für Militärkantinen bestimmt war, oder dass in dieser Werkstatt vielleicht aus Unvermögen nachlässiger gearbeitet wurde. Der Rollrädchendekor ist trotz der Nachlässigkeit bei den Gefäßformen recht sorgfältig ausgeführt. Das könnte darauf zurückzuführen sein, dass die Rollstempel unter den Werkstätten getauscht oder von den Töpferwerkstätten nicht selbst hergestellt, sondern gekauft wurden.
Die Töpfereien in der Gegend von Les Allieux-Vauquois produzierten schon im 2. und 3. Jahrhundert, aber auch noch im 4. Jahrhundert. Es wird unterschieden zwischen „Les Allieux-Clairière (A)“ und „Les Allieux B (Atelier de la forêt)“. An beiden Produktionsstätten wurden Reste von Brennöfen, Töpfereiabfall, v. a. Fehlbrände, und Brennhilfen entdeckt. Unter den Fragmenten von Terra sigillata waren die Schüsseln 320 (etwa 50 Stück) und 324 am zahlreichsten vertreten.
Bei Vauquois wird aufgrund des Fundes von Scherben aus dem 4. Jahrhundert und Brennhilfen ein weiterer Ofen vermutet, der aber noch nicht entdeckt wurde. Ebenso steht es um La Verdunaise. Hier gibt es ähnliche Funde, die für eine nahegelegene Töpferei sprechen, die bisher aber nicht lokalisiert werden konnte.
Bei Châtel-Chéhéry wurde ebenfalls spätantike Terra sigillata entdeckt, doch kein Töpferofen. Interessant ist allerdings, dass an dieser Stelle häufig Keramikfragmente gefunden wurden, die mit christlichen Rollrädchen verziert waren. Scheinbar wurden sämtliche (oder zumindest der überwiegende Teil der) Gefäße mit christlichen Motiven in dieser Töpferei hergestellt.
Alle bekannten Töpfereien produzieren in der Spätantike nahezu gleichzeitig – sie nehmen Ende des 3. bzw. Anfang des 4. Jahrhunderts ihren Anfang und stellen die Produktion wahrscheinlich im 5. Jahrhundert wieder ein. Es gibt keine Anzeichen dafür, dass sich die Töpfereien gegenseitig abgelöst hätten.

## Gefäßformen
Der Ton der Terra sigillata aus den Argonnen lässt sich wie folgt beschreiben: „Die sehr feine Magerung enthält teilweise bei Lichteinfall glitzernde Bestandteile (jedoch keine größeren „Glimmer“-Plättchen). Die Farbe des Tons, festgestellt an frischen Brüchen, ist hauptsächlich blassorange, aber auch helle Brauntöne kommen vor.“ Die Engobe ist meist hellorange bis dunkelbraun – einzelne Gefäße sind auch schwarz engobiert. Auf eine mindere Qualität einiger Stücke weist ihre teilweise fleckige Engobe hin. Auch die Drehrillen sind nicht immer vollständig geglättet. Zur Herstellungstechnik lässt sich sagen, dass im Unterschied zu den Reliefschüsseln des vorherigen Jahrhunderts der Boden nicht nachträglich aufgesetzt, sondern aus der zunächst sehr dicken Gefäßwand herausgedreht wurde. Boden und Wand sind demnach aus einem Stück gearbeitet.

## Rollrädchendekor
Die Technik des Rollrädchendekors ist vergleichsweise einfach. Ein scheibenförmiges Rädchen, das auf seinem Rand die Verzierung im Negativ trägt, wird angefeuchtet und an die Wand des lederharten Gefäßes gehalten. Das Gefäß wird solange gedreht, bis es durch den sich abrollenden Stempel mit einer gleichmäßigen Spirale verziert ist. Die Länge der Muster bewegt sich zwischen 5,5 und 11 cm, was etwa sieben bis zehn Musterabschnitten entspricht. Diese Technik war äußerst gut für die Verzierung von Massenware geeignet, da sich auf diese Weise in einer Stunde durchaus 20 bis 30 Gefäße dekorieren ließen.
Rollrädchendekor taucht unter den 55 von Chenet für das 4. Jahrhundert beschriebenen Gefäßtypen nur auf acht auf (Schale 304, Platte 313, Näpfe 314 und 316, Tassen 317 und 319, Schüsseln 320 und 324, Reibschüssel 330). Unter den mit dem Rollrädchen verzierten Gefäßen ist an allen Fundplätzen die Schüssel Chenet 320/Alzey 1 mit einem Anteil von 95 % am häufigsten vertreten. Sie löst die im 2. und 3. Jahrhundert so beliebte reliefverzierte Schüssel Drag. 37 ab. Zusammen mit dem Teller Chenet 313/Alzey 12 und der Tasse Chenet 314/Alzey 13 bildet sie laut Unverzagt ein rädchenverziertes Service.

## Absatzgebiet
Die Argonnentöpfereien scheinen ihre Ware sehr weit exportiert zu haben – Bruchstücke von Argonnensigillata finden sich im südlichen Britannien, in Frankreich, Holland, Belgien, Luxemburg, der Schweiz, in den römischen Gebieten Deutschlands, in Österreich und Norditalien.
Die Lage der Argonnentöpfereien ist für den Export ideal: Über Straßen können von allen Töpfereien aus Reims, Trier, Straßburg, Mainz, Koblenz, Senon, Bavay und Langres erreicht werden. Über die großen Wasserstraßen konnte die Ware ebenfalls weit verteilt werden: Über die Marne erreichte man Châlons, die Aisne versorgte Vienne-la-Ville und Voncq, über die Maas belieferte man Verdun und Mouzon, über die Mosel Toul, Metz und Trier und über den Rhein Straßburg, Mainz, Koblenz, Bonn und Köln. Scheinbar exportierte man auch über den Kanal, denn in Britannien fand sich Argonnensigillata in Colchester, London, York und an weiteren Orten im südlichen Teil der Insel.
Bakker geht davon aus, dass „das gesamte Absatzgebiet der Argonnen-TS noch nicht flächendeckend registriert werden konnte“. Möglicherweise decken neue Grabungen eine noch weitere Verbreitung auf als bisher angenommen. Fest steht, dass die Argonnen nicht für den regionalen Bedarf produzierten, sondern einen riesigen Absatzmarkt versorgten. Das wirft die Frage auf, ob die vergleichsweise wenigen bisher entdeckten Töpfereien wirklich Ware in so großen Stückzahlen produzieren konnten oder ob nicht davon ausgegangen werden muss, dass eine größere Zahl an Öfen noch unentdeckt geblieben ist.